# Abtei La Guiche

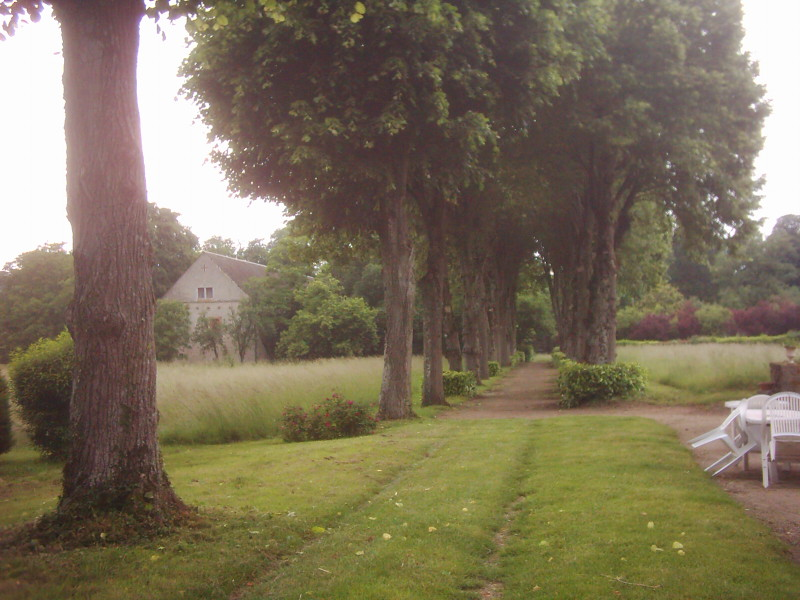
Abtei La Guiche

Die Abtei La Guiche war ein Klarissenkloster in Chouzy-sur-Cisse in der Nähe von Blois im französischen Département Loir-et-Cher.
Sie wurde 1273 von Graf Johann I. von Blois und seiner Frau Alix von Bretagne gegründet. Das Paar wie auch ihre gemeinsame Tochter, Gräfin Johanna von Blois († 1292), wurden hier bestattet.
Koordinaten: 47° 32′ 20″ N, 1° 13′ 48″ O